# Radijalna distribucijska funkcija
Radijalna distribucijska funkcija (RDF), u statističkoj mehanici, pokazuje kako se mijenja gustoća u odnosu na udaljenost od referentne čestice, u sustavu više čestica. Od iznimne je važnosti za statističku mehaniku i molekularnu dinamiku, s obzirom na to da povezuje mikroskopske detalje s makroskopskim svojstvima.
Drugačije iskazano, RDF pokazuje kolika je vjerojatnost da se čestica nađe na nekoj udaljenosti {\displaystyle r} od referentne čestice.
RDF se, tipično, računa tako da se izračunaju udaljenosti između svih parova čestica. Ti podatci se zatim skupe u histogram, koji se normalizira u odnosu na idealni plin (u kojem su čestice totalno nekorelirane).
RDF se može definirati preko srednjeg broja čestica u ljusci debljine {\displaystyle dr}  na udaljenosti {\displaystyle r} od referentnog atoma, odnosno:
{\displaystyle g(r)={\frac {\langle n(r)\rangle }{4\pi r^{2}\rho dr}}}
gdje je {\displaystyle g(r)} radijalna distribucijska funkcija, {\displaystyle \langle n(r)\rangle } srednji broj čestica, a {\displaystyle \rho } gustoća.

## Definicija
Promotrimo sustav od {\displaystyle N} čestica u volumenu {\displaystyle V} i na temperaturi {\displaystyle T}. Označimo koordinate čestice sa {\displaystyle \mathbf {r} _{i}}, gdje je {\displaystyle \textstyle i=1,\,\ldots ,\,N}. Pošto ne razmatramo situaciju u kojoj na sustav djeluje neko vanjsko polje, potencijalna energija {\displaystyle \textstyle U_{N}(\mathbf {r} _{1}\,\ldots ,\,\mathbf {r} _{N})}  je definirana samo kao interakcija između čestica.
Promatramo kanonski ansambl {\displaystyle (N,V,T)} u kojem je patricijska funkcija definirana kao {\displaystyle \textstyle Z_{N}=\int \cdots \int \mathrm {e} ^{-\beta U_{N}}\mathrm {d} \mathbf {r} _{1}\cdots \mathrm {d} \mathbf {r} _{N}}. Tada je vjerojatnost da se čestica 1 nađe u {\displaystyle \textstyle \mathrm {d} \mathbf {r} _{1}}, čestica 2 u {\displaystyle \textstyle \mathrm {d} \mathbf {r} _{2}}, itd., dana s jednadžbom
{\displaystyle P^{(N)}(\mathbf {r} _{1},\ldots ,\mathbf {r} _{N})\,\mathrm {d} \mathbf {r} _{1}\cdots \mathrm {d} \mathbf {r} _{N}={\frac {\mathrm {e} ^{-\beta U_{N}}}{Z_{N}}}\,\mathrm {d} \mathbf {r} _{1}\cdots \mathrm {d} \mathbf {r} _{N}\,}.
Ako nas zanimaju pozicije manjeg broja čestica, tada možemo fiksirati određen broj čestica {\displaystyle N-n}, te integrirati prethodni izraz po preostalim koordinatama {\displaystyle \mathbf {r} _{n+1}\,\ldots ,\,\mathbf {r} _{N}}:
{\displaystyle P^{(n)}(\mathbf {r} _{1},\ldots ,\mathbf {r} _{n})={\frac {1}{Z_{N}}}\int \cdots \int \mathrm {e} ^{-\beta U_{N}}\,\mathrm {d} \mathbf {r} _{n+1}\cdots \mathrm {d} \mathbf {r} _{N}\,}.
S obzirom na to da su čestice indentične, više nam odgovara gledati vjerojatnost da bilo koje {\displaystyle n} čestice zauzmu poziciju {\displaystyle \textstyle \mathbf {r} _{1}\,\ldots ,\,\mathbf {r} _{n}} u bilo kojoj permutaciji - što definira {\displaystyle n}-čestičnu gustoću
{\displaystyle \rho ^{(n)}(\mathbf {r} _{1},\ldots ,\mathbf {r} _{n})={\frac {N!}{(N-n)!}}P^{(n)}(\mathbf {r} _{1},\ldots ,\mathbf {r} _{n})\,}
Uvođenjem korelacijske funkcije {\displaystyle g^{(n)}}
{\displaystyle \rho ^{(n)}(\mathbf {r} _{1}\,\ldots ,\,\mathbf {r} _{n})=\rho ^{n}g^{(n)}(\mathbf {r} _{1}\,\ldots ,\,\mathbf {r} _{n})\,}
gdje je {\displaystyle \rho ^{(n)}} jednako {\displaystyle \rho ^{n}}, a {\displaystyle g^{(n)}} ispravlja korelaciju između atoma, dolazimo do konačne relacije:
{\displaystyle g^{(n)}(\mathbf {r} _{1}\,\ldots ,\,\mathbf {r} _{n})={\frac {V^{n}N!}{N^{n}(N-n)!}}\cdot {\frac {1}{Z_{N}}}\,\int \cdots \int \mathrm {e} ^{-\beta U_{N}}\,\mathrm {d} \mathbf {r} _{n+1}\cdots \mathrm {d} \mathbf {r} _{N}\,}